# Ernst-August-Platz (Hannover)

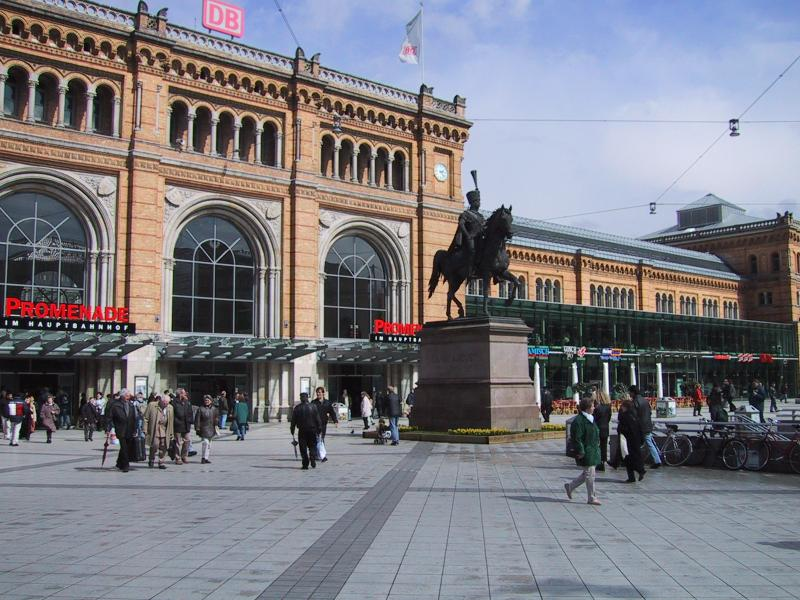
Der Ernst-August-Platz mit dem Eingang zum Hauptbahnhof und dem Ernst-August-Denkmal (2001)

Der Ernst-August-Platz ist ein zentraler Platz in Hannover und liegt direkt vor dem Haupteingang des Hauptbahnhofes.

## Beschreibung
Auf dem Platz steht ein Reiterstandbild des hannoverschen Königs Ernst August I., außerdem befindet sich hier der HAZ-Brunnen. Es laufen mehrere Straßen direkt auf den Platz zu, namentlich die Kurt-Schumacher-Straße, die Schillerstraße, die Bahnhofstraße, die Luisenstraße und die Joachimstraße. Die Niki-de-Saint-Phalle-Promenade unterquert den Platz. In Richtung Osten gibt es zwei Straßentunnel, welche die Bahngleise unterqueren: Einen im Zuge der Lister Meile und einen im Zuge der Fernroder Straße. Auch die beiden letztgenannten Straßen beginnen hier. In Richtung Kurt-Schumacher-Straße liegt die Ernst-August-Galerie, die dort im Jahre 2008 nach Abriss der Hauptpost eröffnet wurde. Der Platz ist seit den Umbauten zur Expo 2000 eine Fußgängerzone, allerdings verkehren Busse. Die Stadtbahn tangiert ihn auf dem Weg zum ZOB seit September 2017 nur noch. Etwa 200.000 Menschen frequentieren den Platz täglich. 

## Geschichte

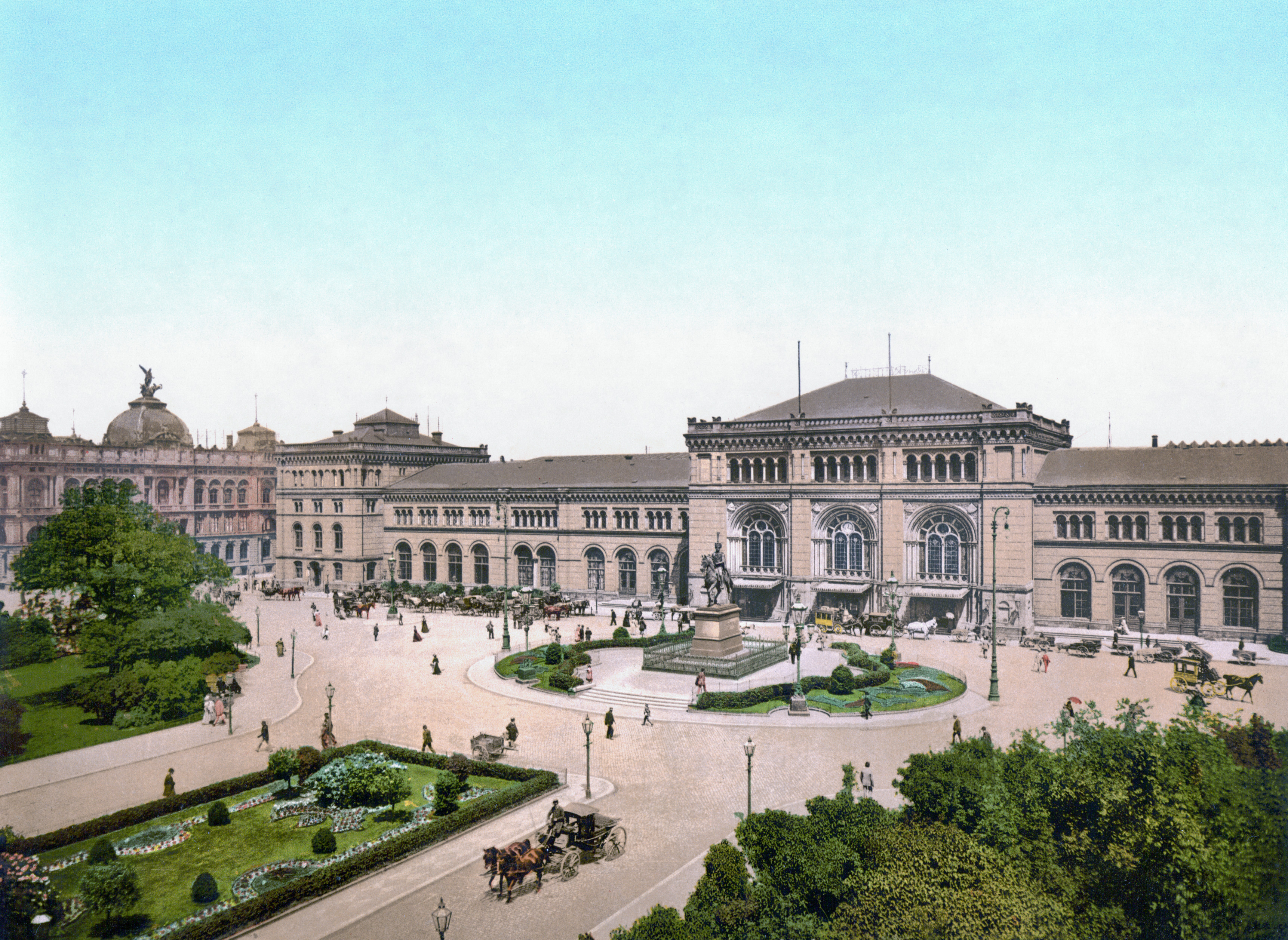
Der Platz mit dem Hauptbahnhof um 1900

Der ursprünglich als Bahnhofsvorplatz bezeichnete Platz wurde im Zuge der Errichtung der Ernst-August-Stadt sowie beim Bau des Hauptbahnhofs 1845 als fünfeckiger Platz mit fünf ausstrahlenden Straßen angelegt. Bei der Aufstellung des Ernst-August-Denkmals 1861 wurde der Platz in Ernst-August-Platz umbenannt. Der einst von zahlreichen bepflanzten Flächen geprägte Ernst-August-Platz war der erste Schmuckplatz in Hannover. In den 1850er Jahren entstanden am Platzrand mehrere große Hotels, von denen sich bis heute nur zwei Gebäude erhalten haben.
Die Grünflächen mussten zunehmend Verkehrsflächen weichen. 1939–1940 wurde unter dem Platz ein Schutzbunker für 5000 Personen angelegt, der in zwei Teilen vorhanden ist. Die eine Hälfte wird von der DB genutzt.
Mit zunehmendem Straßenbahnverkehr entstand auf dem Platz die größte Straßenbahnhaltestelle der Stadt. In den 1960er Jahren verkehrten hier zehn Straßenbahnlinien an vier Haltestellen. Durch den U-Bahn-Bau erfolgte eine Umgestaltung, 2015 verkehrten hier noch zwei Straßenbahn- und drei Buslinien. Bis 1975 war auf dem Ernst-August-Platz auch die Abfahrtstelle der Bahnbusse. Heute verkehrt die oberirdische D-Linie der Stadtbahn von der Kurt-Schumacher-Straße nördlich den Platz tangierend durch die Unterführung im Zuge der Lister Meile bis zum Raschplatz. Die ehemalige Streckenführung quer über den Platz zur Joachimstraße wurde eingestellt.

## Sonstiges
→ siehe: Hauptbahnhof Hannover Sonstiges